# 穴吹工務店
株式会社穴吹工務店（あなぶきこうむてん、Anabuki Construction Inc.）は、香川県高松市に本社を置く不動産会社である。
2007年（平成19年）度に国内事業主別マンション供給戸数ランキングで首位となるも2009年（平成21年）に会社更生法適用を申請し、2013年（平成25年）に大京の完全子会社となる。
また、親会社である大京が2019年1月にオリックスの完全子会社となったことで当社もオリックスグループの一員となっており、コーポレートロゴと共に「AN ORIX COMPANY」が付記されている。

## 歴史・概要

### 創業からマンション業界第1位へ
1905年（明治38年）香川県高松市に穴吹喜作がゼネコンとして創業し、1945年（昭和20年）に穴吹夏次が2代目社長となった。
1961年（昭和36年）1月11日に法人化した。
1969年（昭和44年）にミサワホームの代理店になり香川県と愛媛県で戸建て住宅事業を開始し、2003年（平成15年）4月1日にミサワホーム事業部はミサワホームの子会社「ミサワホーム四国」と統合して「穴吹ミサワホーム」となり、四国全域でミサワホーム事業手掛けた。
2001年（平成13年）4月に「穴吹不動産販売」を、8月1日に子会社群を統括する中間持株会社の「ACカンパニーグループ」をそれぞれ設立した。
2003年（平成15年）9月と2004年（平成16年）3月29日に第三者割当増資した。
分譲マンションの用地取得から企画設計から販売・アフターサービスまでを自社グループで一貫して行うATD（アナブキ・トータル・ディベロップメント）システムと称する事業形態を採用し、主に地方中核都市圏で展開した。
2004年（平成16年）7月に「穴吹工務店札幌」を設立し、2005年（平成17年）4月1日に古久根建設を子会社化するなど地方都市で事業を拡大し、2007年（平成19年）度に国内事業主別マンション供給戸数ランキングで首位（5,037戸）となった。2007年（平成19年）度販売戸数5,037戸の90%弱にあたる約4,400戸を地方都市で販売し、首都圏など大都市の販売比率が高い競業他社と異なった。

### 事業の多角化
1996年（平成8年）4月1日に子会社のエフエム高松コミュニティ放送が放送を開始し、放送事業へ参入した。
2005年（平成17年）7月29日にリゾート施設運営「ハートレイ」の全株式を取得して完全子会社化し、2006年（平成18年）8月1日に｢ハートレイ｣が「穴吹ヴィラサービス」を吸収合併して「穴吹ハートレイ」に事業統合し、2007年（平成19年）11月1日に旧厚生年金施設「サンピアさぬき」の運営を継承して「三木リゾート&スポーツパーク」と「ヴィラ讃岐」として開業するなどリゾート関連事業を拡大し、2006年（平成18年）3月にトランクルーム事業を手掛けた。

### 上海進出と撤退
2002年（平成14年）9月に上海市に建築設計ソフトウェア開発の「穴吹（上海）軟件開発有限公司」を設立し、中華人民共和国で建設・販売するマンションのコンピューター設計業務に進出した。
2007年（平成19年）3月にレストラン運営の「上海穴吹餐飲管理有限公司」を設立し、4月にレストラン「悠友」を開店した。
2007年（平成19年）3月に内装工事施工の「上海穴吹装飾工程有限公司」を設立し、内装工事事業に参入した。
2008年（平成20年）4月に上海市に不動産物件を管理する合弁会社「上海陸家嘴穴吹物業経営管理有限公司」を設立し、不動産管理事業に参入した。
経営再建の一環として、2009年（平成20年）6月に「上海穴吹餐飲管理有限公司」の清算手続きを開始して2010年（平成22年）4月に完了し、12月に「穴吹（上海）軟件開発有限公司」の全株式、「上海穴吹装飾工程有限公司」と「上海陸家嘴穴吹物業経営管理有限公司」の持ち株式全て、それぞれを東急不動産に売却して中国から完全に撤退した。

### 会社更生法の適用申請へ
工事費の高騰と構造計算書偽造問題による建築基準法の改正で、地代が安価な地方都市を主力とする当社のマンションは利幅が縮小して価格上昇を免れず、2008年（平成20年）は世界同時不況による需要激減で収益が悪化して3月期決算が赤字となり、2009年（平成20年）11月24日に東京地方裁判所へ会社更生法の適用を申請して経営破綻した。債務は約120 - 130億円と報道された。

### 更生計画の策定と再建
2010年（平成22年）2月9日に日興コーディアル証券をフィナンシャル・アドバイザーとして選定し、5月28日に投資ファンドのジェイ・ウィル・パートナーズ (JWP) とライオンズマンションを展開する株式会社大京のグループをスポンサーに選定し、マンションデベロッパーとして再建する更生計画案を7月30日に東京地方裁判所へ提出し、9月30日に認可された。10月1日に立山繁美事業家管財人が新社長に就き、関連会社は穴吹コミュニティや穴吹建設など中核事業の4社のみとした。
2009年（平成20年）12月25日に「穴吹ミサワホーム」の全株式を「ミサワホーム」へ譲渡して同社の完全子会社、2010年（平成22年）3月31日に子会社「香川県生コン」の生コンクリートの製造・販売事業を「アサノ五色台工業」へ譲渡、6月17日に「エフエム高松コミュニティ放送」の所有株全てを「トライグループ」へ譲渡、11月1日に「ヴィラ塩江」の運営を「ハイパーアシスト」の子会社「ハイパーリゾート」へ、12月に「ヴィラ塩江」の運営を「喜代美山荘」の子会社「三木さぬき倶楽部」へ、それぞれ譲渡した。
2009年（平成21年）11月30日に関連会社の生コンクリート製造「綾上工業」が高松地方裁判所から破産手続き開始、2010年（平成22年）6月23日までに「穴吹工務店札幌」が札幌地方裁判所へ自己破産を申請して手続き開始、など関連会社も整理された。
更生第2期の2012年（平成24年）9月期は売上高約318.07億円、経常利益約66.9億円、純利益約170.79億円、純資産約136.59億円と黒字に転じ、2014年（平成26年）9月期までに約700億円の返済を予定していた債務のうち約600億円を返済した。
2013年（平成25年）3月11日に東京地方裁判所へ会社更生手続きの終結を申請し、3月31日に終結の決定を受けた。
2013年（平成25年）4月1日に大京は、大京とジェイ・ウィル・パートナーズが出資する合同会社のジェイ・エル・ケイが保有する穴吹工務店の全株式を買収し、完全子会社とした。

## 沿革
- 1905年（明治38年） - 香川県高松市にゼネコンとして穴吹工務店創業。
- 1961年（昭和36年）1月11日 - 株式会社穴吹工務店設立[1]。
- 1969年（昭和44年） - ミサワホームの代理店として戸建て住宅事業開始[8]。
- 1978年（昭和53年） - 自社マンションブランド第1号『サーパス小笹（福岡市）』分譲開始。
- 1986年（昭和61年） - CI（コーポレートアイデンティティ）を導入。
- 1996年（平成8年）4月1日 - 子会社のエフエム高松コミュニティ放送が放送開始[16]。
- 2000年（平成12年）10月1日 - トライグループと業務提携[37]。
- 2001年（平成13年）
  - 4月 - 「穴吹不動産販売」を設立[10]。
  - 8月1日 - 完全子会社として中間持株会社の「ACカンパニーグループ」を設立[10]。
- 2002年（平成14年）
  - 9月 - 上海市に「穴吹（上海）軟件開発有限公司」を設立し、中華人民共和国で建設・販売するマンションのコンピューター設計業務に進出[21]。
  - 10月1日 - シンボルマーク変更[38]。
- 2003年（平成15年）
  - 4月1日 - ミサワホーム事業部とミサワホームの子会社ミサワホーム四国の事業統合で「穴吹ミサワホーム」が発足[9]。
  - 9月 - 第三者割当増資を実施[11]。
- 2004年（平成16年）
  - 3月29日 - 第三者割当増資を実施[11]。
  - 4月 - 穴吹コンタクトセンターを開設
  - 7月 - 「穴吹工務店札幌」を設立[13]。
- 2005年（平成17年）
  - 4月1日 - 古久根建設を子会社化[14]。
  - 7月29日 - リゾート施設運営のハートレイの全株式を取得し、完全子会社化[17]。
- 2006年（平成18年）
  - 3月 - トランクルーム事業進出[20]。
  - 8月1日 - 「ハートレイ」が「穴吹ヴィラサービス」を吸収合併し、「穴吹ハートレイ」として事業統合[18]。
- 2007年（平成19年）
  - 国内の事業主別マンション供給戸数ランキングで首位になる5,037戸を供給[5]。
  - 3月 - 中国・上海市にレストラン運営の「上海穴吹餐飲管理有限公司」と内装工事施工の「上海穴吹装飾工程有限公司」を設立[21]。
  - 4月 - 中国・上海市にレストラン「悠友」を開店[21]。
  - 11月1日 - 旧厚生年金施設「サンピアさぬき」の運営を継承し、「三木リゾート&スポーツパーク」と「ヴィラ讃岐」として開業[19]。
- 2008年（平成20年）
  - 4月 - 中国・上海市に不動産物件の管理業務を行う合弁会社「上海陸家嘴穴吹物業経営管理有限公司」を設立[22]。
- 2009年（平成21年）
  - 4月1日 - 子会社の「穴吹コミュニティ」が「（初代）穴吹不動産センター」と「穴吹ライフサービス」の事業統合[39]。
  - 4月1日 - 建設事業部を子会社の「穴吹ホームテック」に事業統合し、商号を「穴吹建設」に変更[40]。
  - 4月1日 - 東京本社を廃止し、本社機能を高松に集約[41]。
  - 6月 - レストラン運営の「上海穴吹餐飲管理有限公司」の清算手続きを開始[23]。
  - 11月24日 - 会社更生法の適用を申請し、事実上経営破たんした[6]。
  - 11月30日 - 関連会社で生コンクリート製造の「綾上工業」が高松地方裁判所から破産手続きの開始決定を受ける[35]。
  - 12月25日 - 「穴吹ミサワホーム」の全株式をミサワホームが取得し、同社の完全子会社へ移行[30]。
- 2010年（平成22年）
  - 1月1日 - 「穴吹ミサワホーム」から「ミサワホーム四国」に社名変更[30]。
  - 2月9日 - フィナンシャル・アドバイザーに日興コーディアル証券（現:SMBC日興証券）を選定[27]。
  - 3月31日 - 子会社「香川県生コン」の生コンクリートの製造・販売事業を「アサノ五色台工業」に譲渡[31]。
  - 4月 - レストラン運営の「上海穴吹餐飲管理有限公司」の清算手続きを完了[23]。
  - 5月28日 - ジェイ・ウィル・パートナーズと株式会社大京のグループをスポンサーとして選定[28]。
  - 6月17日 - 子会社「エフエム高松コミュニティ放送」の所有株全てを「トライグループ」へ譲渡[32]。
  - 6月23日 - 「穴吹工務店札幌」が札幌地方裁判所に自己破産を申請して手続き開始決定を受ける[13]。
  - 7月30日 - 東京地方裁判所に更生計画案を提出[29]。
  - 9月30日 - 更生計画が東京地方裁判所から認可される[29]。
  - 11月1日 - 「ハイパーアシスト」の子会社「ハイパーリゾート」が「ヴィラ塩江」の運営を継承[33]。
  - 12月 - 「穴吹（上海）軟件開発有限公司」の全株式と、合弁会社の「上海穴吹装飾工程有限公司」と「上海陸家嘴穴吹物業経営管理有限公司」の当社の持ち分全てを東急不動産に売却して上海市から全面的に撤退[23]。
  - 12月 - 「喜代美山荘」の子会社「三木さぬき倶楽部」が「ヴィラ塩江」の運営を継承[34]。
- 2011年（平成23年）
  - 2月1日 - 「ヴィラ讃岐」の名称が「トレスタ白山」に変更[34]。
  - 10月1日 - 「穴吹住宅販売」を「（2代目）穴吹不動産センター」に社名変更し、「穴吹コミュニティ」の不動産事業部門を継承[42]。
- 2013年（平成25年）
  - 3月11日 - 東京地方裁判所に会社更生手続の終結を申請[12]。
  - 3月31日 - 東京地方裁判所から会社更生手続の終結決定を受ける[2][3]。
  - 4月1日 - 大京が穴吹工務店の全株式を取得し大京の完全子会社となる[2][3]。
  - 11月16日 - 「穴吹コミュニティ」の本社事務所を当社本社ビル7階に移転[43]。
- 2014年（平成26年）4月1日 - 設計子会社の穴吹エンジニアリングを吸収合併[44]。

## 販売実績と管理実績
沖縄県を除く全国46都道府県に2013年（平成25年）3月末までに約1,300棟・約77,000戸の『サーパス』ブランドの分譲マンションを販売した。
開発から販売後の管理まで一貫して提供する「ATD（アナブキ・トータル・ディベロップメント）システム」を標榜しており、分譲後の管理業務も行っている。
ただし、2013年（平成25年）3月末時点での管理受託戸数は約68,000戸であった。
またサーパスマンション入居者向けサービスとして、24時間365日フリーダイアルで住まいの様々な相談を受ける穴吹コンタクトセンターを開設している。
近年（2011年以降）はマンション事業で培った実績を活かし、『サーパスホーム』・『サーパスタウン』の名称で中四国エリアを中心に一戸建ての分譲も行っている。

## 「穴吹」を冠する関連会社
現在、大京グループ内に存在する「穴吹」を冠する関連会社に以下の各社がある。穴吹コミュニティ以外は大京の完全子会社となっており、穴吹工務店との直接の資本関係はなくなっている。
- 大京穴吹建設

2015年（平成27年）3月1日付で大京建設が穴吹建設を合併し、改称。合併前の穴吹建設は、2009年（平成21年）4月1日に「穴吹ホームテック」が穴吹工務店の建設事業部を事業統合して商号変更したものである。旧大京建設（2014年に大京アステージの工事事業を分社化）が大規模修繕専業だったのに対し、旧穴吹建設のほうが事業範囲が広かったため、本店は高松市の旧穴吹建設に置かれている。
- 穴吹コミュニティ

2009年（平成21年）4月1日に「（初代）穴吹不動産センター」と「穴吹ライフサービス」を事業統合したのち、2011年（平成23年）に「（2代目）穴吹不動産センター」（旧・穴吹不動産販売）に不動産事業部門を継承した。
2013年（平成25年）11月16日に本社事務所を当社本社ビル7階に移転。
- 大京穴吹不動産

2001年（平成13年）4月に設立された「穴吹不動産販売」が、2011年（平成23年）に「（2代目）穴吹不動産センター」に社名変更すると同時に「穴吹コミュニティ」の不動産事業部門を継承した。2015年（平成27年）4月1日付で大京リアルドと合併し、現商号となった。

## 過去の関連会社
- 株式会社穴吹工務店沖縄[47]
- 株式会社穴吹工務店札幌（旧 穴吹工務店札幌グループ）[48]
- 株式会社穴吹ミサワホーム（穴吹工務店とミサワホームの合弁会社） - 2009年12月25日にACカンパニーグループ所有の株式全てをミサワホームに売却しグループ離脱、ミサワホーム四国として継続中。
- 綾上工業株式会社 - 2009年11月30日に破産手続き開始。
- 株式会社ACカンパニーグループ（登記簿上は株式会社エイシィカンパニーグループ） - 穴吹工務店の完全子会社で、穴吹工務店連結子会社（ACGグループ）の統括会社（中間持株会社）。2012年清算結了。
- エフエム高松コミュニティ放送（FM815）

同社の出資により発足し、1996年（平成8年）4月1日に放送開始した。
2010年（平成22年）6月17日にトライグループに株式が譲渡された。スタジオは香川県高松市藤塚町の穴吹工務店本社ビル内にあったが、2010年（平成22年）11月1日に香川県高松市常磐町の商店街の中に移転している。
- 株式会社香川県生コン[50]
- 株式会社スポーツプロジェクト高松 - bjリーグ高松ファイブアローズの運営会社、破産申請後も穴吹の出資は続けていたが大口の広告契約の更新を見送ったため資金繰りが悪化、2010年5月14日に自己破産手続きの申し立てを行った。その後活動資金の目処がついたため破産手続きを取り下げ、2010年7月23日に社名をファイブアローズに変更。
- 古久根建設株式会社 - 2010年11月にワタキューセイモアが穴吹工務店の子会社である株式会社エイシィカンパニーグループから全株式を取得し子会社化[51][52]。

### 穴吹興産との人的・資本的関係
同社と同じ香川県高松市に本社を置く穴吹興産は、1964年（昭和39年）に穴吹工務店グループの関連会社として設立されたが、1985年（昭和60年）に競合するマンション分譲事業に参入したことから完全に分離しており、2009年（平成21年）11月24日の当社の会社更生法の適用申請時点では資本面での関係はなく、人的交流もなかった。
関連会社として発足したものの、当初から資本的関係はそれぞれ独立した形であった（この点は学校法人穴吹学園も同様）。これは穴吹工務店の二代目経営者で、戦争体験者である穴吹夏次・キヌヱ夫妻が「資本三分割法」を実践し、子息の英隆・忠嗣にも子供の頃から教育した結果であった。また、英隆と忠嗣は年齢が近かったこともあり、子供の頃から互いの対抗心が強かったという。
その後穴吹興産が1985年にマンション分譲事業に参入したことにより穴吹工務店と競合関係となり、穴吹興産は穴吹工務店グループより分離し独立系マンションデベロッパーとなった。穴吹夏次の死去から2年が経過した2002年10月、穴吹興産はマンションブランド『アルファステイツ』を差別化するため穴吹工務店と同一だったコーポレートアイデンティティ（CI）を変更し、対外的な商標も『あなぶき興産』とひらがな表記を使用するようになった。その後、2009年の穴吹工務店の会社更生法申請までは穴吹工務店と穴吹興産の経営者が兄弟という人的関係が残っていたが、現在の穴吹工務店は創業家である穴吹家から大京が100%株式を取得し、穴吹工務店と穴吹興産との人的・資本的関係は完全に解消されている。
穴吹興産はすでに上場企業となっていたため、「株主への利益相反行為」を回避すべき立場から穴吹工務店への支援ができなかったことが、個人の心情としては辛かったという思いを穴吹興産社長の忠嗣は吐露しており、冠婚葬祭などの場で穴吹工務店元社長の兄・英隆と顔を合わせてもビジネスの話はしなかったという。

## 過去のイメージキャラクター
2009年の会社更生法申請以前は、赤ずきんをアレンジしたあなぶきんちゃんをイメージキャラクターとしてテレビコマーシャルなどに使用していた。中川いさみのデザインによるイラストも広告やノベルティグッズなどに使われていた。

## 過去のスポーツへの支援
各種スポーツへの支援をおこなっていたが業績悪化に伴い、2009年（平成21年）に相次いでスポンサーから撤退した。
- 高松ファイブアローズ（現・香川ファイブアローズ）

日本プロバスケットボールリーグ（bjリーグ）
2005年（平成17年）11月1日に当社グループが資本金3000万円を全額出資して運営会社「スポーツプロジェクト高松」を設立し、
メインスポンサーとしてユニホーム胸部分のロゴを掲出して広告収入の大半を担って運営を続けていたが、2009年（平成21年）のシーズン限りでスポンサーから撤退した。
当社がスポンサーから撤退した影響で2010年（平成22年）度予算で8000万円の資金が不足しているを表明して個人スポンサーなどで2500万円の資金を確保したが、2010年（平成22年）5月14日に高松地方裁判所に自己破産手続きの開始を申請して事業を停止して選手や従業員などの契約解除や解雇を行うに至った。
しかし、2010年（平成22年）5月27日に高松地方裁判所への自己破産申請を取り下げ、同年7月23日に「スポーツプロジェクト高松」から「ファイブアローズ」に社名変更すると共に新社長などが就任して新たな体制で再出発することになった。
- サーパス神戸

オリックス・ブルーウェーブ2軍のスポンサー契約を行って2000年（平成12年）春から命名権を取得していたが、2009年（平成21年）にスポンサーから撤退した。
- サーパススタジアム - 香川県営野球場の命名権売却に伴い[64]、2007年（平成19年）5月から2010年（平成22年）4月まで3年間契約した[65]。
- カマタマーレ讃岐

サッカー四国リーグ
2009年（平成21年）2月末にスポンサーから撤退した。